# Gvarv
Gvarv ist eine Ortschaft in der Kommune Midt-Telemark in der Provinz Telemark im Süden Norwegens. Der Ort hat 1101 Einwohner (Stand: 1. Januar 2024). Gvarv liegt am nördlichen Ende des Sees Norsjø, etwa sieben Kilometer östlich von Bø und Seljord. Im Rahmen der landesweiten Kommunalreform ging die Ortschaft von der ehemaligen Kommune Sauherad nach Midt-Telemark über.
Der Name stammt vom alten norwegischen Wort hvarv, welches Krümmung bedeutet, da Gvarv am Bogen des Flusses Bøelva liegt. Die Einwohner des Ortes werden Gvarvianer genannt.

## Natur
In Gvarv gibt es Norwegens größte Familie von frei lebenden Bibern. Der Ort ist geprägt von Apfelplantagen. Ein großes Fruchtlager liegt mitten im Zentrum. In Gvarv wurde am 9. Februar 1966 mit −37,8 °C die tiefste jemals gemessene Temperatur der Telemark gemessen. Ebenso am 20. Juni 1970 mit 34,4 °C die höchste jemals gemessene Temperatur.